# Seljašnica
Seljašnica (cyr. Сељашница) – wieś w Serbii, w okręgu zlatiborskim, w gminie Prijepolje. W 2011 roku liczyła 677 mieszkańców.